# ZYX Music
ZYX Music — лейбл (студия звукозаписи), основанный в Германии в 1971 году Бернхардом Микульски. Лейбл специализировался на диско, итало-диско и ранней хаус-музыке. До 1992 года лейбл носил имя «Pop-Import Bernhard Mikulski».
Главный офис ZYX Music находился в Меренберге в Германии, также офисы были в США и нескольких европейских странах. В 1997 году, после смерти Бернхарда, студия перешла его вдове Кристине Микульски.
ZYX Music обладает правами некоторых немецких краут-рок-лейблов, таких как Ohr, Pilz, Kosmische Kuriere, а также правами на переиздание многих альбомов музыки в стиле фри-джаз, выходивших под лейблом ESP-Disk. Ранее лицензии принадлежали европейской студии Fantasy Records, которая прекратила своё существование в конце 2005 года.
ZYX Music выпустила на CD-дисках некоторые значительные произведения классической музыки, в том числе Бетховена.
С 2012 года ZYX Music выпускает серию сборников «ZYX Italo-Disco New Generation», состоящих из песен как современных артистов стиля итало-диско, в том числе российских (поющих по-английски), так и новых песен известных с 80-х годов исполнителей этого стиля, таких как: Linda Jo Rizzo, Ken Laszlo, Ryan Paris, Aleph, Fun Fun, Rofo, Koto, Laserdance и др. На 2024 год вышло 25 сборников.